# 青梅市立吹上小学校
青梅市立吹上小学校（おうめしりつ ふきあげしょうがっこう）は、東京都青梅市吹上にある小学校。略称「吹小（ふきしょう）」。創立は昭和59年。なお、小学校の敷地は馬場遺跡と呼ばれる遺跡の上にあり、この遺跡からは、縄文・弥生時代の土器などが出土している。

## 沿革
- 1984年（昭和59年） 創立。同年に校旗・校歌を制定

## 校章
校章は、馬場遺跡の形に、「吹」という文字を重ね、背景に梅のマークを重ねたものになっている。

## 校歌
校歌は、宮澤章二が作詞した。

## 関係者

### 教職員
- 前田美子（合唱指導者）
- 村野聡（教育者）

## 周辺施設
- ファミリーマート 青梅大門店
- 塩船観音寺